# 키스 올버먼
키스 시어도어 올버먼(Keith Theodore Olbermann, 1959년 1월 27일 ~)은 미국의 방송인, 언론인이다. 커런트 TV의 보도총책임자(Chief News Officer)로서, 카운트다운 위드 키스 올버먼을 진행했고, 2013년부터 현재 ESPN2 TV에서 자신의 이름을 건 스포츠 하이라이트 및 평론 프로그램을 진행 중이다.

## 성장과정과 현재
뉴욕 시에서 태어나 독일계 미국인으로 자란 올버먼은 해클리 사립중고교와 코넬 대학교를 졸업(1979년, 언론학 학사)하였다. 어렸을 때 유니테리언교의 영향을 받기도 하였으나 현재는 무교이며, 현재, 뉴욕 맨해튼 동남부지역에 살고있다. 미국의 의학연구재단인 '골수종 연구재단'의 명예이사로도 활동중이다. 2010년 3월, 오랫동안 결장질환으로 병원에서 투병중이던 그의 아버지가 별세했을때에는 미국 건강보험체계에 대한 분석과 그 개혁을 자신의 방송을 통해 지속적으로 촉구하였다.
스포츠 평론가이기도 한 올버먼의 방송경력의 초반 20여년은 각종 스포츠 전문 보도였다. 건축가인 아버지(Theodore C. Olbermann)와 간호사인 어머니(Marie Charbonier)의 격려 속에서 어렸을때부터 주요 야구선수들의 카드를 수집하고 분석하면서 자란 그는 고교 재학시절의 WHTR방송국과 대학 재학 중 WHBR 방송국(모두 학생들이 운영하는)의 스포츠 현장기자 및 취재부장을 거치고 1979년 대학 졸업과 동시에 스포츠 수집 성서를 출판하는 등 발군의 기량을 다졌다.
그 후, 1980년대에 CNN의 스포츠 기자, 보스턴의 WCTB, 캘리포니아 AP 스포츠 기자(최고의 스포츠캐스터상 3회 수상), 로스앤젤레스 KTLA와 KCBS 등(골든마이크상 11회 수상)에서 경력을 쌓다가, 1992년부터 1997년까지 댄 패트릭과 함께 ESPN의 인기 스포츠 하이라이트 프로그램 스포츠센터를 공동진행하면서 그 명성을 드높였다. 1995년에는 미국 케이블 에이스상을 수상하였다.
1997년말의 갑작스런 ESPN 사직 이후에는 (폭스 스포츠넷)으로 자리를 옮겨, 1998년부터 2001년까지 매주 일요일 키스 올버먼의 저녁뉴스(The Keith Olbermann Evening News)와 메이저 리그 이주의 경기(Major League Baseball Game of the Week, FOX)의 진행자이자 각종 스포츠 중계 및 방송 프로듀서로서, 미국 프로야구 월드시리즈를 수차례 직접 중계하기도 했다. 그러나 전 세계 우파의 대부이기도 한 폭스 네트워크의 회장 루퍼트 머독에 의해 강제해직되는 수난을 겪기도 했다.
2005년부터 2007년까지는 그의 오랜 친구 댄 패트릭이 진행하는 라디오 스포츠쇼 댄 패트릭 쇼(ESPN 라디오)쇼를, "The Big Show"코너의 책임자로서 함께 진행하였다. 2001년부터 2003년까지는 ABC 라디오를 위해 일하였는데, 당시 발생한 9.11테러의 참상을 심층보도한 공로를 인정받아 Edward R.Murrow 언론상을 수상하였다.

## NBC Universal에서의 경력

### 초기 NBC에서의 경력
1997년, 올버먼은 ESPN을 떠나 케이블 뉴스방송사 MSNBC에서 저녁시간대 그날 주요 사건들을 전하는 종합 뉴스방송 키스 올버먼의 빅 쇼를 진행하였다. 주말에는 NBC 저녁뉴스를 진행하기도 하였으며, NBC 스포츠에서는 야구(특히 월드시리즈) 경기들을 공동중계하였다. 그러나 1998년 빌 클린턴 당시 미국 대통령의 성추문 사태(Monica Lewinsky 스캔들)로 미국 전역이 들끓자, 그의 방송도 영향을 받아 위기의 백악관(White House in Crisis)으로 변경 편성되었는데, 이에 절망한 그는 1998년에 "이건 나를 부끄럽게했고, 절망하게했고, 울게 했다"며 MSNBC를 잠시 떠났다.

### MSNBC로의 귀환
2003년, 올버먼은 당시 MSNBC의 프로그램 진행자였던 Jerry Nachman의 급서로 인해 공석이었던 Nachman 프로그램의 진행과 당시 개전중이었던 2003년 이라크 침공관련 특별 보도를 맡았다. 그 직후, 그의 진행을 눈여겨보아온 MSNBC 경영진의 제안을 수락하여 3월 31일, 전임 Phil Donahue의 뒤를 이어 카운트다운(Countdown with Keith Olbermann)이 저녁 8시(미국동부 현지시각)에 첫 방송을 시작하였다. 2004년 10월 13일에는 그의 방송 공식 블로그인
블로거맨(Bloggermann)이 출범하였다. 그는 그의 블로그를 통해 시청자들과 함께 방송 아이디어를 주고받고 특보(Breaking News)진행상황을 알리는 등 쌍방향 방송진행을 위해 노력했으며, 이 블로그는 2007년 2월에 에 새로이 단장한 뉴스 홀(The News Hole)로 확장이전, 현재 널리 운영중이다.
카운트다운의 방송 구성은, 월요일부터 금요일까지 매주 평일밤에 그날 있었던 5대 소식들을 각 분야에서 취합하여 그와 그의 프로듀서들, 그리고 각계각층의 게스트들의 관점을 투영하여 5번째부터 1번째까지 순서대로 보도한다(가끔 그가 전하길 원치 않는 소식-주로 연예-일 경우, 그의 프로듀서들이 진행 압력을 행사하기도 한다). 기존 보도프로그램과는 다른 새로운 시도라는 칭찬도 있으나, 대부분의 소식들을 전할 때 관점과 게스트들이 개혁적이고 진보적인 진행자(그)의 관점과 일치하거나 유사하여 편향적(좌, 특히 보수층으로부터)이라는 비판도 다수 존재한다.
그럼에도 불구하고, 특히 2008년 미국 대통령 선거의 민주당 경선전의 본격화되던 2007년 초부터, 그의 방송을 지지하고 시청하는 열성 팬들이 급증하였다. 그에 힘입어 그의 NBC Universal과의 계약기간이 2011년까지 연장되는 쾌거를 이룩하였으며, 2008년에는 8월 존 매케인 공화당 대통령후보진영의 편향방송 철회 압력이 있기 전까지 하드볼의 크리스 매튜스 앵커와 함께 Decision 2008(NBC와 MSNBC의 선거방송)을 공동진행하였다. 대선 직후인 11월 10일, 그는 그동안의 공적을 눈여겨본 경영진으로부터 제안받은, 2009년부터 2012년까지 향후 4년간 3,000만달러의 급여 및 고용을 보장하는 계약에 서명했다.

### NFL on NBC
2007년 4월 16일, 그는 매주 일요일 저녁, 미식축구 경기 직전 1시간 동안 미국 전역에 그 주의 경기 하이라이트를 보여주고 그 주의 경기들을 분석,전망하는 풋볼 나이트 인 아메리카(약칭 FNIA, NBC)생방송의 공동진행자로 지명되었으며, 2008년부터는 1990년대에 ESPN의 인기 프로그램Sportscenter에서 6년 가까이 함께 호흡을 맞춘 그의 오랜 동료 댄 패트릭(Dan Patrick)과 함께 작지만 큰 쇼(The Little Big Show)코너를 진행 중이다. 2009년 2월 1일(현지시각)에 플로리다주 탬파시에서 2008-2009시즌의 미식축구 최강자를 가리는 제43회 슈퍼볼의 공식 방송사(NBC) 소속으로서, 올버먼은 'FNIA'의 동료 밥 코스타스와 댄 패트릭과 함께 이 경기의 공동진행자(Studio Co-host)로 2010년까지 활약했다.

## 커런트 TV
2011년 1월 21일에 MSNBC에서의 마지막 방송을 마친 올버먼은, 2011년 6월 20일부터 커런트 TV로 자리를 옮겼다.

## 정치적 입장

### 그의 관점
내용 추가 예정

### 조지 W 부시 정권 비판
내용 추가 예정

### 힐러리 클린턴 선거운동 비판
미국 민주당의 대통령 후보경선이 한창이던 2008년 3월 12일, 그는 그의 방송 카운트다운에서 "특별 논평"을 통해 힐러리 클린턴의 경선참모이자 미합중국 최초의 여성 부통령 후보였던 제럴딘 페라로의 (버락 오바마에 관한 인종차별적)발언과 미온적 대응에 사과하라면서 힐러리 진영을 신랄하게 비판하였다. 경선이 막바지에 이르렀던 5월 23일에는 "특별 논평"을 통해, 1968년 6월 로버트 케네디 전 미국연방상원의원의 암살사실을 강조하며 버락 오바마 후보진영에 간접위협한 것에 '더는 대통령 후보자격이 없다'며 사퇴를 촉구하기도 했다.

## 빌 오라일리와의 설전
내용 추가 예정

## 야구 역사가이자 팬으로서
곧 내용 추가 예정

## 주요 방송 진행 경력
- 1992–1997: Sportscenter(스포츠센터, 밤 11시~12시, ESPN) 공동진행
- 1997–1998: The Big Show(MSNBC) 진행
- 1997–1998: White House in Crisis(MSNBC) 진행
- 1998–2001: The Keith Olbermann Evening News(Fox Sports) 진행
- 1999–2000: MLB on Fox(Fox Sports) 진행
- 2003–현재: 카운트다운(키스 올버먼과 함께하는 ~ , 커런트 TV) 진행자
- 2007–2010: 풋볼 나이트 인 아메리카(NBC) 공동진행자

## 그 외 주요 방송출연 경력
- 1997년, ESPN의 Sportscenter를 진행할 당시, 그는 미국 간이휴게 전문음식점(패스트푸드 체인) '보스턴 마켓'(Boston Market)의 익살스런 광고모델로 활약했는데, 마르고 굶주린 패션모델들에게 '뭐 좀 드세요!'(Eat Something!)라고 말하면서 시청자들에게 웃음을 선사했다.
- 1990년대 후반, Sportscenter의 공동진행자였던 올버먼과 그의 친구 댄 패트릭은, 후디 앤 더 블로피쉬의 노래 "Only Wanna Be with You"의 뮤직비디오에 출연(음악 시작 직전에 'Sportscenter'를 진행하면서)하였다.
- 2006년 3월 14일, 그는 코미디 센트럴의 정치코미디쇼 콜베어 르포(The Colbert Report)에 출연하여 진행자 스티븐 콜베어와 언쟁을 벌였다.[21]
- 그는 2007년 11월 25일 방송된 심슨 가족(시즌 19)의 408번째 이야기인 Funeral for a Fiend에 전격 (목소리)출연, 평소 그가 줄기차게 보수편향적 보도태도를 비판해왔던 경쟁사 Fox news의 빌 오라일리(Bill O'Reilly)와 매우 유사한, 스프링필드 방송국의 '사이드쇼 밥'(Sideshow Bob)앵커를 풍자했다.
- 2008년 6월 13일, 그는 심장마비로 유명을 달리한 NBC 일요일 아침 정치토론프로그램 Meet the Press의 팀 러서트앵커를 추모하는 MSNBC 특집방송을 진행하였는데, 평소 존경하던 선배 방송인을 잃은 슬픔으로 인하여, 진행하던 내내 눈물을 흘렸다.
- 2008년 여름, 그는 미국 연예전문 케이블방송 E!(Entertainment Television)의 코미디 연예비평 프로그램 The Soup에 수 회 출연하여 시청자들에게 웃음을 선사했다. 이 프로그램의 진행자 조엘 맥헤일은 평소 올버먼의 카운트다운에 수시로 출연하여 사회문화 소식을 함께 분석하면서 친분을 쌓았는데, 이것이 계기가 되어 맥헤일의 방송에도 출연, '명예 리포터'로 활약하였다.
- 2008년 미국 대통령 선거전이 한창이던 9월 24일, 그는 CBS의 평일밤 인기 토크쇼 Late Show with David Letterman에 전격 출연하였다. 원래는 공화당 대통령후보 존 매케인이 출연하기로 결정되었으나, '금융위기에 대처하겠다'면서 선거운동을 일시중지했던 매케인 선거운동진영의 갑작스런 출연 취소결정로 인하여 평소 매케인 선거운동을 줄기차게 비평해온 그가 대타로 출연하였는데, 이날 방송에서 진행자 레터맨과 게스트 올버먼은, 매케인이 레터맨의 방송에는 출연을 거부(무시)했던 바로 그 시각에 케이티 쿠릭(앵커)의 CBS 저녁뉴스에 출연하는 '이중결정'(이중성)을 비판[22] 하면서 시청자들에게 웃음을 선사했으며, 이 방송은 유튜브에서 3백만건 이상의 조회(9월 27일 기준)수를 자랑하며 널리 알려져, 2008년 대선 막바지에 상당한 영향력을 행사했다.[23] 훗날, 2008년 마지막(12월 22일) 카운트다운 정규방송에서 올버먼은 레터맨에게 자신이 2008년 대선의 중요한 순간들 중 하나를 목격하게 해준 영광을 치하하면서 레터맨에게 '2008년 최고의 인물'의 영예를 안겼다.[24]

## 같이 보기
- 에드워드 머로우
- 월터 크롱카이트
- 팀 러서트
- 댄 패트릭
- 레이첼 매도우
- 앨 고어, 커런트 TV 공동창업주 겸 사장(CEO), 올버먼의 상사(2011년~2012년).
- 버락 오바마
- 스티븐 콜베어

## 저서
- Truth and Consequences: Special Comments on the Bush Administration's War on American Values (Random House, 2007년 12월 출간). ISBN 978-1-4000-6676-6.
- The Worst Person In the World: and 202 Strong Contenders (Wiley, 2006년 9월 출간). ISBN 0-470-04495-0.
- The Big Show: Inside ESPN's Sportscenter (Dan Patrick과 공저, Atria, 1997년 출간). ISBN 0-671-00918-4.
- The Major League Coaches: 1921-1973 (Card Memorabilia Associates, 1973년 출간).